# Artefakt (Computergrafik)
In der Computergrafik versteht man unter einem Artefakt eine sichtbare, unerwünschte Anzeige in digitalen Bildern, die nicht von den Ausgangsdaten herrührt. Es gibt eine Vielzahl von Gründen, die für diese fehlerhafte Darstellung verantwortlich sein können. Die Bezeichnung „Artefakt“ wird auch bei der digitalen Fotografie benutzt, siehe dazu Artefakt (Fotografie).

## Arten von Artefakten
RasterungEin unvermeidlicher Auslöser für grafische Artefakte stellt die Rasterung der beliebig genau definierten Objekte in das zweidimensionale Ganzzahlsystem der Bildschirmauflösung dar. Dabei kommt es in allen nichttrivialen Fällen zum Verlust von Information, die sichtbare Beeinträchtigung kann aber durch Antialiasing minimiert werden.

Links: Bild mit geringer Komprimierung.
Unter der (dunkel-orangen) Linse ist links unten im hellblauen Ring deutlich ein Moiré-Muster zu sehen.
Rechts: Bild mit starker JPEG-Komprimierung. Es sind deutliche Blockartefakte zu sehen.

KompressionsartefakteBei verlustbehafteter Bildkompression wie JPEG oder verlustbehafteter Videokompression wie MPEG treten sichtbare Artefakte (meist Blockartefakte) aufgrund verloren gegangener Information auf. Diese sind unvermeidlich, jedoch versuchen die Algorithmen die für den Menschen sichtbaren Beeinträchtigungen auf ein Minimum zu beschränken.
Rundungsfehler bei GrafikkartenIn den ersten Generationen von Grafikkarten, die 3D-Berechnungen durchführen konnten, war die Gleitkomma-Genauigkeit von teilweise lediglich 8 Bit der Grund für Rundungsfehler, die zu deutlich sichtbaren Artefakten führten. Heute ist dieses Problem weitestgehend gelöst.
Shader-ArtefakteEin weiterer Grund für das Auftreten von Darstellungsfehlern kann eine fehlerhafte oder zu stark übertaktete Grafikkarte sein. Arbeitet der Vertex-Shader nicht korrekt, werden einige der Vertices nicht richtig transformiert und befinden sich daher nicht an der richtigen Position, die gerenderten Objekte sehen verzerrt oder „stachelig“ aus. Funktioniert der Pixel-Shader nicht richtig, werden die Objekte zwar richtig transformiert, aber die Farbe zumindest einiger Pixel ist falsch. Grafikchiphersteller wie AMD oder nVidia veröffentlichen auf ihren jeweiligen Websites Hilfsprogramme zum Überprüfen solcher Fehler.